# Криворозький район
Криворозький район Ростовської області — адміністративно-територіальна одиниця, що існувала в РРФСР у 1924—1928 і 1933—1959 роках.

## Історія
Криворозький район було утворено у 1924 році. До складу району увійшла територія колишньої Криворізької, частини В-Степановської й частини Голодаєво-Сариновської волостей. За переписом 1926 року в районі значилося 12 сільрад: Білогірська, Большинська, Голодаєвська, Єфремово-Степанівська, Криворізька, Микільсько-Покровська, Н-Калиновська, Н-Ольховська, Вільхово-Розька, Риновська, Сариново-Большинська, Фомінська. У 1928 році Криворізький район було скасовано. 
З 20 листопада 1933 року по 5 липня 1934 року Криворізький район входив до Північної області у складі Північно-Кавказького краю.
У 1934—1937 роках район входив в Північно-Донський округ у складі Азово-Чорноморського краю.
13 вересня 1937 року Криворізький район (з центром в слободі Криворожжя) увійшов до складу Ростовської області. 
Указом Президії Верховної Ради СРСР від 6 січня 1954 року з Ростовської області була виділена Кам'янська область (з центром у м. Каменськ-Шахтинський). Територія Криворізького району увійшла до складу Кам'янської області. 
У відповідності з Указом Президії Верховної Ради РРФСР від 19 листопада 1957 року Кам'янська область скасовується. Криворізький районповертається до складу Ростовської області.
У травні 1959 року замість Криворізького району утворено Міллеровський район Ростовської області.